# Dangerous (Natalie Cole)
| Recensione              | Giudizio |
| ----------------------- | -------- |
| AllMusic                | [ 2 ]    |
| Dizionario del Pop-Rock | [ 3 ]    |

Dangerous è un album discografico della cantante statunitense Natalie Cole, pubblicato dall'etichetta discografica Modern Records nel maggio del 1985.

## Tracce

### LP
Lato A
1. Dangerous – 3:47 (Marti Sharron, Stephen Mitchell, Gary Paul Skardina)
2. Billy the Kid Next Door – 4:39 (Harold Beatty, Eddie Holland)
3. Secrets – 4:11 (Marti Sharron, Diane Steinberg)
4. Nobody's Soldier – 4:06 (David Lasley, Willie Wilcox)

Lato B
1. Opposites Attract – 3:43 (Harold Beatty, Eddie Holland, R. David, B. Holland)
2. A Little Bit of Heaven – 4:01 (Richard Kerr, Graham Lyle)
3. Your Car (My Garage) – 4:04 (Harold Beatty, Eddie Holland)
4. Love Is on the Way – 4:51 (Kevin Craighead, Michael Craighead, Eddie Cole, Natalie Cole)
5. The Gift – 3:11 (Mark Davis, Marti Sharron)

## Musicisti
Dangerous
- Natalie Cole - voce solista
- Michael Boyd - chitarra solista
- Paul Jackson, Jr. - chitarra ritmica
- Rony Kaplan - sintetizzatore
- Jamie Sheriff - sintetizzatore
- Paul Fox - sintetizzatore
- Charles Judge - sintetizzatore
- Stephen Mitchell - sintetizzatore basso, drum machine, programmatore
- Gary Paul Skardina - tamburello
- Nathan East - basso
- Paulinho da Costa - percussioni
- Marti Sharron, Gary Paul Skardina e Stephen Mitchell - arrangiamento
- Alex Brown - cori di sottofondo, arrangiamento coro
- Portia Griffin - cori di sottofondo, arrangiamento coro
- Van Ross Redding - cori di sottofondo, arrangiamento coro
- Marti Sharron - arrangiamento coro
- Registrato al Music Grinder Recording Studios di Los Angeles, California
- Gary Paul Skardina - ingegnere delle registrazioni
- Casey McMackin e Jon Ingoldsby - ingegneri delle registrazioni aggiunti
- Mixaggio effettuato al Sound Castle Recording Studios di Los Angeles da Billy Bottrell
- Gary Paul Skardina e Marti Sharron - produttori

Billy the Kid Next Door
- Natalie Cole - voce solista, arrangiamento vocale
- Josh Sklar - chitarra ritmica, chitarra solista
- Sheldon Sondheim - chitarra ritmica
- Greg Wright - sintetizzatore, arrangiamento
- Michael Rochelle - programmatore sintetizzatore
- Craig Burbidge e Larry Talbert - drum programming
- Registrazioni effettuate al: Can Am Studio di Tarzana, California; Flores Productions di North Hollywood, California; Music Grinder Recording Studios di Los Angeles, California
- Craig Burbidge - ingegnere delle registrazione
- Stan Katayama e Peggy Jay McAfee - assistenti ingegnere delle registrazioni
- Mixato al Yamaha Recorders di Glendale, California / Studio Masters di Hollywood, California
- Taavi Monte (Mote) - ingegnere del mixaggio
- Harold Beatty M.D.A.P. - produttore
- Karin Patterson - coordinatrice alla produzione

Secrets
- Natalie Cole - voce solista
- Charles Judge - basso, batteria, sintetizzatore, programmatore
- Greg Phillinganes - sintetizzatore
- Roland Batista - chitarra ritmica, chitarra sintetizzatore
- Paulinho da Costa - percussioni
- Steve Foreman - percussioni
- Alex Brown - cori di sottofondo, arrangiamento cori
- Portia Griffin - cori di sottofondo, arrangiamento cori
- Van Ross Redding - cori di sottofondo, arrangiamento cori
- Marti Sharron - arrangiamento cori
- Registrazioni effettuate al Music Grinder Recording Studios di Los Angeles, California
- Gary Paul Skardina - ingegnere delle registrazioni
- Casey McMackin, Jon Ingoldsby e Robert Feist - ingegneri delle registrazioni aggiunti
- Mixato al Conway Recording Studios da Mick Gazouski, Daren Klein, assistente ingegnere del mixaggio
- Gary Paul Skardina e Marti Sharron - produttori
- Charles Judge - arrangiamento

Nobody's Soldier
- Natalie Cole - voce solista, cori di sottofondo
- Dean Parks - chitarra
- Randy Kerber - tastiere, piano acustico
- Robbie Buchanan - sintetizzatore
- Jamie Sheriff - sintetizzatore
- Nathan East - basso
- John Robinson - batteria
- Paulinho da Costa - percussioni
- Jerry Hey - flicorno (solo)
- Alex Brown - cori di sottofondo, arrangiamento cori
- Portia Griffin - cori di sottofondo, arrangiamento cori
- Van Ross Redding - cori di sottofondo, arrangiamento cori
- Eddie Cole - cori di sottofondo
- Marti Sharron - arrangiamento cori, arrangiamenti
- Gary Paul Skardina - arrangiamenti
- Gene Page - arrangiamenti, arrangiamento strumenti a corda
- Registrazioni effettuate al Grinder Recording Studios di Los Angeles, California
- Gary Paul Skardina - ingegnere delle registrazioni
- Casey McMackin, Jon Ingoldsby e Robert Feist - ingegneri delle registrazioni aggiunti
- Mixaggio effettuato al Conway Recording Studios di Los Angeles, California
- Mick Gazouski - ingegnere del mixaggio
- Daren Klein - assistente ingegnere del mixaggio
- Strumenti a corda registrati al Devonshire Recording Studio, Mike Mancini ingegnere delle registrazioni
- Gary Paul Skardina e Marti Sharron - produttore

Opposites Attract
- Natalie Cole - voce solista, cori di sottofondo, arrangiamento parti vocali
- Josh Sklar - chitarra
- Keith Nelson - basso
- Nolan Smith - tromba
- Ray Brown - tromba
- Fred Wesley - trombone
- Ron Brown - sassofono
- David Li - sassofono
- Greg Wright - sintetizzatori
- Eddie Cole - cori di sottofondo
- Michael Rochelle - programmatore sintetizzatore
- Craig Burbidge e Larry Talbert - drum programming
- Registrazioni effettuate al: Can Am Studio di Tarzana, California; Flores Productions di North Hollywood, California; Music Grinder Recording Studios di Los Angeles, California
- Craig Burbidge - ingegnere delle registrazioni
- Stan Katayama e Peggy Jay McAfee - assistenti ingegnere delle registrazioni
- Mixato al Yamaha Recorders di Glendale, California / Studio Masters di Hollywood, California
- Taavi Monte (Mote) - ingegnere del mixaggio
- Greg Wright - arrangiamento
- Harold Beatty M.D.A.P. - produttore
- Karin Patterson - coordinatrice alla produzione

A Little Bit of Heaven
- Natalie Cole - voce solista
- Dean Parks - chitarra
- Randy Kerber - tastiere
- Robbie Buchanan - sintetizzatori
- Nathan East - basso
- John Robinson - batteria
- Paulinho da Costa - percussioni
- Gene Page - arrangiamento
- Registrazioni effettuate al Music Grinder Recording Studios di Los Angeles, California
- Mixato al Music Grinder Recording Studios di Los Angeles, California
- Gary Paul Skardina - ingegnere delle registrazioni e del mixaggio
- Casey McMackin e Jon Ingoldsby - ingegneri delle registrazioni aggiunti
- Gary Paul Skardina e Marti Sharron - produttori

Your Car (My Garage)
- Natalie Cole - voce solista, arrangiamento parti parti vocali
- Josh Sklar - chitarra
- Greg Wright - sintetizzatori, arrangiamento
- Eddie Cole - sassofono (solo)
- Robert Jacobs - batteria Simmons
- Michael Rochelle - programmatore sintetizzatore
- Craig Burbidge e Larry Talbert - drum programming
- Registrazioni effettuate al: Can Am Studio di Tarzana, California; Flores Productions di North Hollywood, California; Music Grinder Recording Studios di Los Angeles, California
- Craig Burbidge - ingegnere delle registrazioni
- Stan Katayama e Peggy Jay McAfee - assistenti ingegnere delle registrazioni
- Mixato al Yamaha Recorders di Glendale, California / Studio Masters di Hollywood, California
- Taavi Monte (Mote) - ingegnere del mixaggio
- Harold Beatty M.D.A.P. - produttore
- Karin Patterson - coordinatrice alla produzione

Love Is on the Way
- Natalie Cole - voce solista, cori di sottofondo
- Paul Jackson - chitarra
- David Joyce - tastiere, programmatore tastiere
- Freddy "Ready" Washington - basso
- Robert Shipley - batteria (sovraincisione)
- Katrina Perkins - cori di sottofondo
- Yasmin "Sissy" Peoples - cori di sottofondo
- David Joyce - cori di sottofondo
- Eddie Cole - cori di sottofondo
- Bill Boydstun - programmatore sintetizzatore Lynn 9000
- Registrazioni effettuate al: One on One Studios, Master Control Studios e Red Wing Studios
- Mark Wolfson - ingegnere delle registrazioni
- Peter T. Lewis, Steve Hug e Kirk Butler - assistenti ingegnere delle registrazioni
- Mixato da Mark Wolfson al Cam Am Studios
- Peggy Jay McAfee - assistente ingegnere mixaggio
- Eddie Cole e Gene Page - arrangiamento
- Eddie Cole e Natalie Cole - produttore

The Gift
- Natalie Cole - voce solista
- Dean Parks - chitarra ritmica
- Randy Kerber - tastiere
- Robbie Buchanan - sintetizzatori
- Freddie "Ready" Washington - basso
- John Robinson - batteria
- Paulinho da Costa - percussioni
- Marti Sharron, Gary Paul Skardina e Gene Page - arrangiamento parte ritmica
- Gene Page - arrangiamento strumenti a corda
- Registrazioni (strumenti a corda) effettuate al One on One Recording Studios
- Mark Wolfson - ingegnere delle registrazioni
- Peter T. Lewis - secondo ingegnere delle registrazioni
- Registrazioni effettuate al Music Grinder Recording Studios di Los Angeles, California
- Mixaggio effettuato al Music Grinder Recording Studios di Los Angeles, California
- Gary Paul Skardina - ingegnere delle registrazioni e del mixaggio
- Casey McMackin, Greg Penny, Jon Ingoldsby, Robert Feist - assistenti ingegnere delle registrazioni e del mixaggio
- Gary Paul Skardina e Marti Sharron - produttori

Note aggiuntive
- Gary Paul Skardina e Marti Sharron - produttori (brani: Dangerous, Secrets, Nobody's Soldier, A Little Bit of Heaven e The Gift)
- Harold Beatty M.D.A.P. - produttore (per la The Holland Group Productions Inc.) (brani: Billy the Kid Next Door, Opposites Attract e Your Car (My Garage))
- Eddie Cole e Natalie Cole - produttori (brano: Love Is on the Way)
- Paul E. Fishkin - produttore esecutivo
- Steve Thompson - produttore aggiunto (brani: Dangerous e Opposites Attract)
- Michael Barbiero e Steve Thompson - mixaggio (al Media Sound di New York City)
- Aaron Rapoport - foto copertina album[4]

## Classifica
Album
| Anno | Classifica             | Posizione raggiunta |
| ---- | ---------------------- | ------------------- |
| 1985 | Billboard 200          | 140                 |
| 1985 | Top R&B/Hip-Hop Albums | 48                  |

Singoli
| Anno | Titolo del brano       | Classifica            | Posizione raggiunta |
| ---- | ---------------------- | --------------------- | ------------------- |
| 1985 | Dangerous              | Billboard Hot 100     | 57                  |
| 1985 | A Little Bit of Heaven | Billboard Hot 100     | 81                  |
| 1985 | Dangerous              | Hot R&B/Hip-Hop Songs | 16                  |
| 1985 | A Little Bit of Heaven | Hot R&B/Hip-Hop Songs | 28                  |
| 1985 | A Little Bit of Heaven | Adult Contemporary    | 11                  |